# Salvelinus confluentus

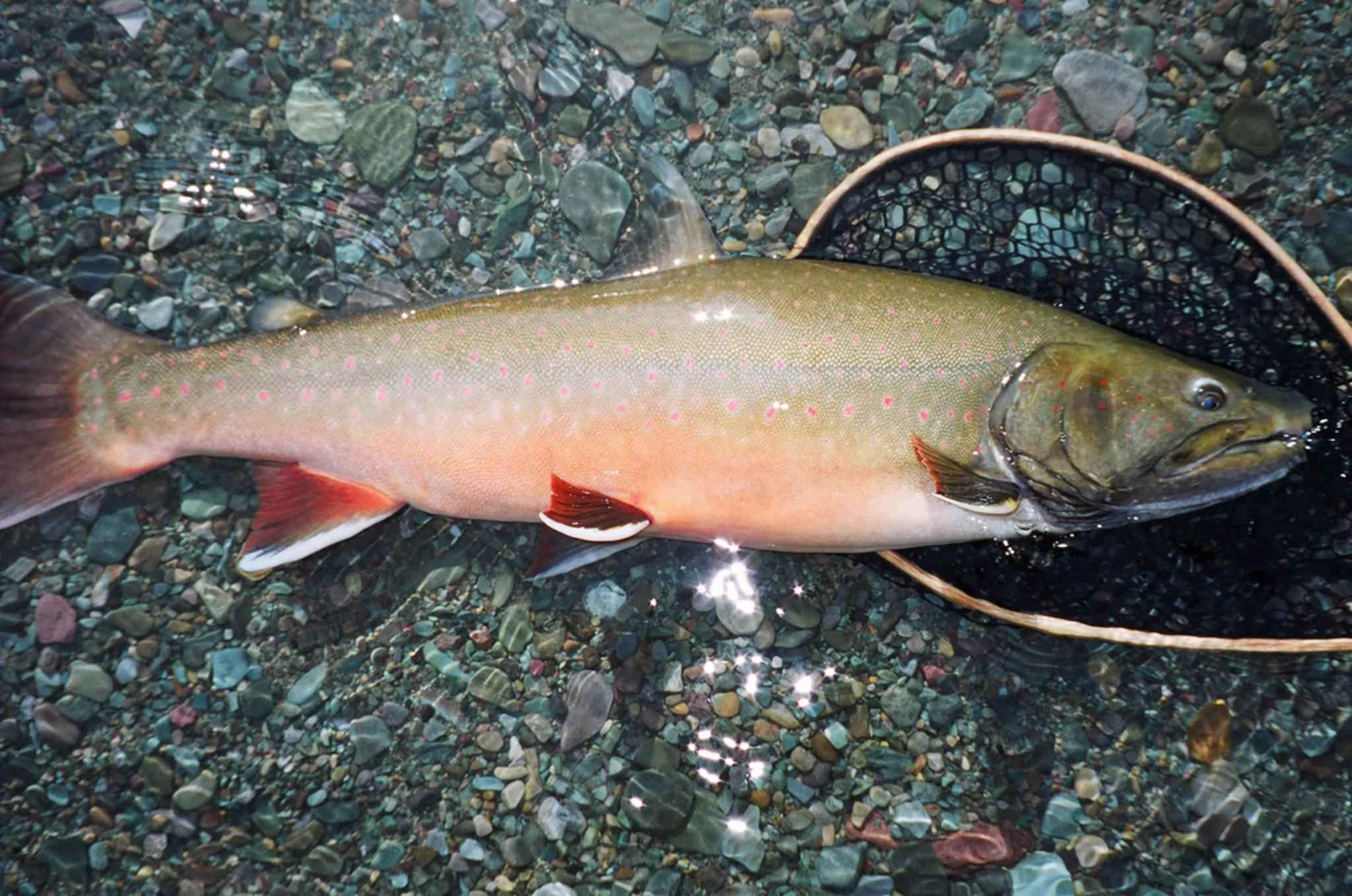
Mâle en période de frai

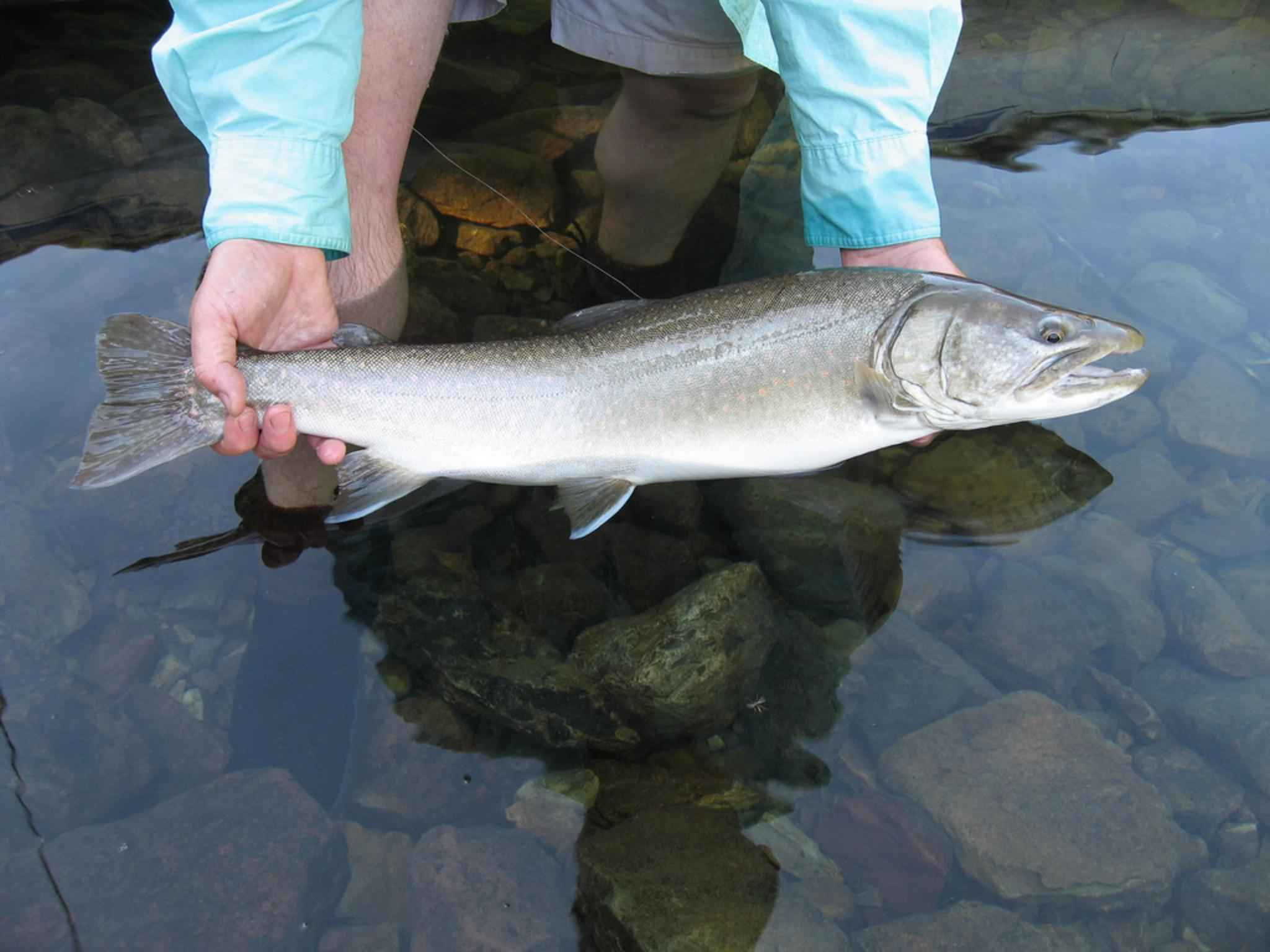

Espèce
Statut de conservation UICN

 VU A2e : Vulnérable
Bull Trout ou l'omble à tête plate, Salvelinus confluentus, est un poisson de la famille des Salmonidae. Il est originaire des régions montagneuses du nord-ouest de l'Amérique du Nord entre le Yukon et le nord du Nevada. Il existe également une population de ces poissons à l'est du Continental Divide dans la province canadienne de l'Alberta dont l’espèce est le poisson emblème.
Il peut mesurer jusque 103 cm de long et peser jusque 14,5 kg. La tête et la gueule de ce poisson sont très développées par rapport à d’autres espèces de salmonidés. Cette taille importante font que les anglophones le nomment Bull Trout, qui traduit littéralement, signifie « Truite-Bœuf ».

## Description
L'omble à tête plate apprécie les bassins profonds des lacs et des rivières à eau froide où il se nourrit de zooplancton, de zoobenthos, et en particulier des chironomidés.
Quand ils deviennent plus grands, ils se nourrissent également d’autres poissons. À cause de cela, il fut perçu par l'homme comme un danger pour les autres populations de poissons. Dans l’État de Washington, le poisson se nourrit par exemple des œufs de saumons ou des jeunes saumons.
À la suite de ressemblances, il existe de nombreuses confusions entre Salvelinus confluentus (Bull trutt) et Salvelinus malma que les pêcheurs ont dénommée Dolly varden.

## Menaces
La truite fait partie de la liste des espèces menacées aux États-Unis.